# John L. Watson
John Leonard Watson, född 5 september 1951 i Milwaukee, Wisconsin, är en amerikansk internationell schackmästare och författare. Watson är mest känd för sitt schacköppningsverk Mastering the Chess Openings, som är utgivet i fyra volymer.
Watson föddes i Milwaukee, Wisconsin och växte upp i Omaha, Nebraska.